# Breakfast in America (single)
Breakfast in America is een nummer van de Britse band Supertramp. Het is de tweede single van hun zesde,  gelijknamige studioalbum uit 1979. Op 29 juni van dat jaar werd het nummer in Europa, de VS, Canada, Australië en Nieuw-Zeeland op single uitgebracht. In juli 1980 volgden Brazilië, Zuid-Afrika en Japan.

## Achtergrond
De plaat werd een wereldwijde hit, maar bleef in de Verenigde Staten steken op de 62e positie van de Billboard Hot 100. In thuisland het Verenigd Koninkrijk had de plaat wél succes met een 9e positie in de UK Singles Chart. In Ierland werd de 6e positie behaald, Duitsland de 23e, Oostenrijk de 16e, Zuid-Afrika de 9e en Japan de 20e.
In Nederland werd de plaat veel gedraaid op Hilversum 3 en werd een radiohit in de destijds drie hitlijsten op de nationale publieke popzender. De plaat bereikte de 16e positie in de Nederlandse Top 40, de 14e positie in de Nationale Hitparade en piekte op de 13e positie in de TROS Top 50. In de Europese hitlijst op Hilversum 3, de TROS Europarade, werd géén notering behaald.
In België bereikte de plaat de 13e positie in de Vlaamse Radio 2 Top 30 en de 18e positie in de voorloper van de Vlaamse Ultratop 50. In Wallonië werd géén notering behaald.
Sinds de allereerste editie in december 1999 staat de plaat onafgebroken genoteerd in de jaarlijkse NPO Radio 2 Top 2000 van de Nederlandse publieke radiozender NPO Radio 2, met als hoogste notering tot nu toe een 354e positie in 2001.

## NPO Radio 2 Top 2000
| Nummer met noteringen in de NPO Radio 2 Top 2000 | '99 | '00 | '01 | '02 | '03 | '04 | '05 | '06 | '07 | '08 | '09 | '10 | '11 | '12 | '13 | '14 | '15  | '16  | '17 | '18 | '19 | '20 | '21  | '22 | '23 | '24 |
| ------------------------------------------------ | --- | --- | --- | --- | --- | --- | --- | --- | --- | --- | --- | --- | --- | --- | --- | --- | ---- | ---- | --- | --- | --- | --- | ---- | --- | --- | --- |
| Breakfast in America                             | 379 | 533 | 354 | 459 | 541 | 584 | 576 | 625 | 690 | 587 | 695 | 948 | 759 | 582 | 683 | 845 | 1002 | 1033 | 962 | 800 | 837 | 872 | 1013 | 944 | 954 | 943 |

1. ↑  Een vetgedrukt getal geeft de hoogste notering aan.